# داگمار بروکمایرووا
داگمار بروکمایرووا (اسلواکی: Dagmar Bruckmayerová؛ ۲۰ مهٔ ۱۹۶۹ – ) بازیگر اهل کشور اسلواکی است. وی از سال ۱۹۸۵ میلادی تاکنون مشغول فعالیت بوده‌است.